# Brachypodieae
Brachypodieae es una tribu de hierbas de la familia Poaceae. Tiene un solo género.

## Géneros
- Brachypodium[1]